# Gleboznawstwo
Gleboznawstwo, pedologia (od łac. gleba „grudka ziemi”) – nauka zajmująca się badaniem gleb, ich powstawaniem, budową, właściwościami fizycznymi, chemicznymi i biologicznymi, systematyką oraz możliwościami ich użytkowania oraz rozmieszczeniu ich na Ziemi. Gleboznawstwo jest nauką przyrodniczą powiązaną wielostronnie z innymi naukami zajmującymi się przyrodą martwą i ożywioną. Jest niekiedy ukierunkowane na specjalne cele praktyczne, np. gleboznawstwo rolne, leśne, melioracyjne.